# Станчо Кожухаров
Станчо Кожухаров е български политик, кмет на Горна Джумая.

## Биография
Станчо Кожухаров е кмет на града в два мандата – 4 януари до 20 юни 1914 г. и 12 август 1914 до 15 ноември 1917 г. При първия мандат е ръководител на тричленната комисия, която управлява града. По време на втория си мандат се занимава с оземляването на големия брой бежанци в Горна Джумая.